# Forskningsresa
Forskningsresa, resa i forskningssyfte, ofta för att studera natur och samhällen på en outforskad plats. Till skillnad från upptäcktsresan företas forskningsresan till redan kända områden.

## Kända forskningsresor (urval)
- Carl von Linnés resa till Lappmarken
- Carl Peter Thunbergs resa till Japan
- Charles Darwins resa med HMS Beagle
- Thor Heyerdahls resa med Kon-Tiki